# Judith Crist
Judith Crist (22 de mayo de 1922 – 7 de agosto de 2012) fue una crítica de cine estadounidense. Aparecía de manera regular en el programa Today de la NBC entre 1964 y 1973 y fue una de las primeras mujeres críticas en trabajar para un diario importante, en su caso el New York Herald Tribune. Fue la primera crítica de cine de la revista New York y trabajó también para TV Guide (1966-1988). Fue profesora adjunta en la Escuela de Periodismo de Columbia durante más de cincuenta años (1958-2012). Apareció en una película, la comedia Stardust Memories de Woody Allen (1980), y fue autora de varios libros, incluyendo The Private Eye, The Cowboy and the Very Naked Girl; Judith Crist's TV Guide to the Movies; y Take 22: Moviemakers on Moviemaking.
Estuvo casada con  William B. Crist desde 1947 hasta su muerte en 1993. Tuvieron un hijo, Steven Crist, editor del Daily Racing Form. Falleció de cáncer a la edad de 90 años en su residencia en Manhattan.